# یوژف کاتونا (شناگر)
یوژف کاتونا (به مجاری: József Katona) (زادهٔ ۱۲ سپتامبر ۱۹۴۱) شناگر اهل کشور مجارستان است.